# Shonan Bellmare
Cet article traite de l'équipe de football. Pour l'équipe de futsal, voir Shonan Bellmare Futsal Club.
Maillots
Actualités
Le Shonan Bellmare (湘南ベルマーレ) est un club japonais de football basé à Hiratsuka dans la préfecture de Kanagawa. Le club évolue en J.League 1 pour la saison 2022.
Bellmare est un mot-valise en Italien associant les termes bello et mare, le tout signifiant belle mer. Anciennement l'équipe se nommait Bellmare Hiratsuka.
Le club possède aussi une section futsal qui évolue en F. League, Shonan Bellmare Futsal Club.

## Historique
Le club est fondé en 1968 sous le nom de Fujita Industries FC, en 1993 le club est renommé Bellmare Hiratsuka puis Shonan Bellmare en 1999. Le sponsor principal Fujita a décidé d'arrêter le soutien financier en 1999 en raison de leurs propres difficultés financières. Cela a forcé le club à libérer certains joueurs très bien payés dont Lopes, Hong et Kojima. Ils ont terminé dernier du J1 en 1999 et ont été relégués en J2.
Le 5 décembre 2009, Shonan est revenu en J1 en tant que troisième du championnat.
Le club est revenu en J1 en 2010, mais finalement, il sera rétrogradé à plusieurs reprises en J2 et promu en J1.
En 2014, l'équipe a bien progressé en J2, remportant 14 matchs consécutifs dès l'ouverture. L'équipe a été battue par Ehime FC au 15e match, mais après cela, elle a perdu 21 match. La promotion J1 est confirmée il remporte la J.League 2 avec 31 victoires, 8 nuls, 3 défaites et 101 points lors de la saison 2014.
En 2016, en J.League 1, Shonan Bellmare finit à la 8e place, et c'était la première fois de son histoire qu'il reste en J.League 1.
En 2018, il remporte la Coupe de la Ligue, le premier trophée majeur depuis sa Coupe de l'Empereur 1994.

## Palmarès et statistiques

### Palmarès
| Compétitions nationales | Compétitions internationales                                                                        |
| - Coupe du Japon (3) - Vainqueur : 1977, 1979 et 1994 - Finaliste : 1975, 1982, 1985 et 1988 - Coupe de la Ligue (1) - Vainqueur : 2018 - Supercoupe du Japon (0) - Finaliste : 1995 - Championnat du Japon de deuxième division (2) - Champion : 2014 et 2017 - Vice-champion : 2012 | - Coupe d'Asie des vainqueurs de coupe (1) - Vainqueur : 1995 - Coupe Levain (0) - Finaliste : 2019 |

## Joueurs et personnalités du club

### Entraîneurs
Le tableau suivant présente la liste des entraîneurs du club depuis 1968.
| Rang | Nom                   | Période   |
| ---- | --------------------- | --------- |
| 1    | Yoshihiko Kuroki      | 1968-1971 |
| 2    | Yukio Shimomura       | 1972-1974 |
| 3    | Yoshinobu Ishii       | 1975-1980 |
| 4    | Tsutomu Nakamura (ja) | 1981-1984 |
| 5    | Hidemitsu Hanaoka     | 1985-1988 |
| 6    | Yoshinobu Ishii       | 1988-1990 |

| Rang | Nom                | Période   |
| ---- | ------------------ | --------- |
| 7    | Mitsuru Komaeda    | 1990-1995 |
| 8    | Shigeharu Ueki     | 1995      |
| 9    | Toninho Moura (en) | 1996      |
| 10   | Shigeharu Ueki     | 1996-1998 |
| 11   | Eiji Ueda          | 1999      |
| 12   | Mitsuru Komaeda    | 1999      |

| Rang | Nom                          | Période   |
| ---- | ---------------------------- | --------- |
| 13   | Hisashi Kato                 | 2000      |
| 14   | Koji Tanaka                  | 2001-2002 |
| 15   | Ajam Boujarari Mohammed (en) | 2003      |
| 16   | Matsuichi Yamada             | 2003-2004 |
| 17   | Tatsuya Mochizuki            | 2004      |
| 18   | Eiji Ueda                    | 2004-2006 |

| Rang | Nom                | Période     |
| ---- | ------------------ | ----------- |
| 19   | Masaaki Kanno      | 2006-2008   |
| 20   | Yasuharu Sorimachi | 2009-2011   |
| 21   | Cho Kwi-jea        | 2012-2019   |
| 22   | Kenji Takahashi    | 2019        |
| 23   | Bin Ukishima       | 2019-2021   |
| 24   | Satoshi Yamaguchi  | depuis 2021 |

### Joueurs emblématiques
- Wagner Lopes
- Pavel Badea
- Hidetoshi Nakata
- Hong Myung-bo
- Amaral
- Izumi Yokokawa

### Effectif actuel
Mise à jour le 28 juin 2023.
| N° | Nat.                       | Poste | Nom du joueur     |
| -- | -------------------------- | ----- | ----------------- |
| 1  | Drapeau de la Corée du Sud | G     | Song Bum-keun     |
| 2  | Drapeau du Japon           | D     | Daiki Sugioka     |
| 3  | Drapeau du Japon           | D     | Hirokazu Ishihara |
| 4  | Drapeau du Japon           | D     | Koki Tachi        |
| 6  | Drapeau du Japon           | D     | Takuya Okamoto    |
| 7  | Drapeau du Japon           | M     | Hiroyuki Abe      |
| 8  | Drapeau du Japon           | D     | Kazunari Ono      |
| 9  | Drapeau du Japon           | A     | Keita Yamashita   |
| 10 | Drapeau du Japon           | M     | Naoki Yamada      |
| 11 | Drapeau de la Norvège      | A     | Tarik Elyounoussi |
| 13 | Drapeau du Japon           | M     | Taiyō Hiraoka     |
| 14 | Drapeau du Japon           | M     | Akimi Barada      |
| 15 | Drapeau du Japon           | M     | Kohei Okuno       |
| 16 | Drapeau du Japon           | D     | Shuto Yamamoto    |
| 17 | Drapeau du Japon           | A     | Yuki Ohashi       |
| 20 | Drapeau du Japon           | M     | Ryota Nagaki      |
| 21 | Drapeau du Japon           | G     | Hiroki Mawatari   |

| No. | Nat.               | Position | Nom du joueur    |
| --- | ------------------ | -------- | ---------------- |
| 22  | Drapeau du Japon   | D        | Kazuki Oiwa      |
| 23  | Drapeau du Japon   | G        | Daiki Tomii      |
| 24  | Drapeau du Nigeria | M        | Mikel Agu        |
| 25  | Drapeau du Japon   | A        | Yamato Wakatsuki |
| 26  | Drapeau du Japon   | D        | Taiga Hata       |
| 27  | Drapeau du Japon   | A        | Masaki Ikeda     |
| 28  | Drapeau du Japon   | D        | Arata Yoshida    |
| 29  | Drapeau du Japon   | A        | Akito Suzuki     |
| 30  | Drapeau du Japon   | M        | Junnosuke Suzuki |
| 31  | Drapeau du Japon   | G        | Kotaro Tachikawa |
| 32  | Drapeau du Japon   | D        | Sere Matsumura   |
| 33  | Drapeau du Japon   | D        | Naoya Takahashi  |
| 35  | Drapeau du Japon   | D        | Toru Shibata     |
| 37  | Drapeau du Japon   | A        | Hisatsugu Ishii  |
| 44  | Drapeau du Japon   | M        | Yoshihiro Nakano |
| 88  | Drapeau du Japon   | M        | Kosuke Onose     |

## Bilan saison par saison
Ce tableau présente les résultats par saison du Shonan Bellmare dans les diverses compétitions nationales et internationales depuis la saison 1994.
| Saison | Championnat | Championnat | Championnat | Championnat | Championnat | Championnat | Championnat | Championnat | Championnat | Championnat | Coupe du Japon   | Coupe de la Ligue | Supercoupe | Coupes d'Asie |
| Saison | Division    | Pos         | Pts         | J           | V           | N           | D           | BP          | BC          | Diff.       | Coupe du Japon   | Coupe de la Ligue | Supercoupe | Coupes d'Asie |
| ------ | ----------- | ----------- | ----------- | ----------- | ----------- | ----------- | ----------- | ----------- | ----------- | ----------- | ---------------- | ----------------- | ---------- | ------------- |
| 1994   | J1 League   | 5e          | 23          | 44          | 23          | -           | 21          | 75          | 80          | -5          | Vainqueur        | 1er tour          | -          | -             |
| 1995   | J1 League   | 11e         | 65          | 52          | 21          | -           | 31          | 94          | 102         | -8          | 2e tour          | -                 | Finaliste  | Vainqueur     |
| 1996   | J1 League   | 11e         | 36          | 30          | 12          | -           | 18          | 47          | 58          | -11         | Quarts de finale | Demi-finales      | -          | -             |
| 1997   | J1 League   | 8e          | 49          | 32          | 18          | -           | 14          | 55          | 52          | +3          | Quarts de finale | Phase de groupe   | -          | -             |
| 1998   | J1 League   | 11e         | 42          | 34          | 16          | -           | 18          | 53          | 66          | -13         | 4e tour          | Phase de groupe   | -          | -             |
| 1999   | J1 League   | 16e         | 13          | 30          | 4           | 1           | 25          | 30          | 72          | -42         | 3e tour          | 1er tour          | -          | -             |
| 2000   | J2 League   | 8e          | 43          | 40          | 15          | 1           | 24          | 59          | 71          | -12         | 3e tour          | 1er tour          | -          | -             |
| 2001   | J2 League   | 8e          | 60          | 44          | 20          | 4           | 20          | 64          | 61          | +3          | 2e tour          | 1er tour          | -          | -             |
| 2002   | J2 League   | 5e          | 64          | 44          | 16          | 16          | 12          | 46          | 43          | +3          | 4e tour          | -                 | -          | -             |
| 2003   | J2 League   | 10e         | 44          | 44          | 11          | 11          | 12          | 33          | 53          | -20         | 4e tour          | -                 | -          | -             |
| 2004   | J2 League   | 10e         | 36          | 44          | 7           | 15          | 22          | 39          | 64          | -25         | 5e tour          | -                 | -          | -             |
| 2005   | J2 League   | 7e          | 54          | 44          | 13          | 15          | 16          | 46          | 59          | -13         | 3e tour          | -                 | -          | -             |
| 2006   | J2 League   | 11e         | 49          | 48          | 13          | 10          | 25          | 61          | 87          | -26         | 4e tour          | -                 | -          | -             |
| 2007   | J2 League   | 6e          | 77          | 48          | 23          | 8           | 17          | 72          | 55          | +17         | 4e tour          | -                 | -          | -             |
| 2008   | J2 League   | 5e          | 65          | 42          | 19          | 8           | 15          | 68          | 48          | +20         | 3e tour          | -                 | -          | -             |
| 2009   | J2 League   | 3e          | 98          | 51          | 29          | 11          | 11          | 84          | 52          | +32         | 2e tour          | -                 | -          | -             |
| 2010   | J1 League   | 18e         | 16          | 34          | 3           | 7           | 24          | 31          | 82          | -51         | 3e tour          | Phase de groupe   | -          | -             |
| 2011   | J2 League   | 14e         | 46          | 38          | 12          | 10          | 26          | 46          | 48          | -2          | Quarts de finale | -                 | -          | -             |
| 2012   | J2 League   | 2e          | 75          | 42          | 20          | 15          | 7           | 66          | 43          | +23         | 3e tour          | -                 | -          | -             |
| 2013   | J1 League   | 16e         | 25          | 34          | 6           | 7           | 21          | 33          | 58          | -25         | 3e tour          | Phase de groupe   | -          | -             |
| 2014   | J2 League   | 1er         | 101         | 42          | 31          | 8           | 3           | 87          | 25          | +62         | 3e tour          | -                 | -          | -             |
| 2015   | J1 League   | 8e          | 48          | 34          | 13          | 9           | 12          | 40          | 44          | -4          | 3e tour          | Phase de groupe   | -          | -             |
| 2016   | J1 League   | 18e         | 19          | 34          | 4           | 7           | 23          | 26          | 66          | -40         | Quarts de finale | Phase de groupe   | -          | -             |
| 2017   | J2 League   | 1er         | 83          | 42          | 24          | 11          | 7           | 58          | 36          | +22         | 3e tour          | -                 | -          | -             |
| 2018   | J1 League   | 13e         | 41          | 34          | 10          | 11          | 13          | 36          | 41          | -5          | 4e tour          | Vainqueur         | -          | -             |
| 2019   | J1 League   | 16e         | 36          | 34          | 10          | 6           | 18          | 40          | 63          | -23         | 2e tour          | Phase de groupe   | -          | -             |
| 2020   | J1 League   | 18e         | 27          | 34          | 6           | 9           | 19          | 29          | 48          | -19         | -                | Phase de groupe   | -          | -             |
| 2021   | J1 League   | 16e         | 37          | 38          | 7           | 16          | 15          | 36          | 41          | -5          | 4e tour          | Tour préliminaire | -          | -             |
| 2022   | J1 League   | 12e         | 41          | 34          | 10          | 11          | 13          | 31          | 39          | -8          | 3e tour          | Tour préliminaire | -          | -             |
| 2023   | J1 League   | 15e         | 34          | 34          | 8           | 10          | 16          | 40          | 56          | -16         | Quarts de finale | Phase de groupe   | -          | -             |
| 2024   | J1 League   | 15e         | 45          | 38          | 12          | 9           | 17          | 53          | 58          | -5          | 4e tour          | 1er tour          | -          | -             |
| Saison | Division    | Pos         | Pts         | J           | V           | N           | D           | BP          | BC          | Diff.       | Coupe du Japon   | Coupe de la Ligue | Supercoupe | Coupes d'Asie |
| Saison | Championnat |             |             |             |             |             |             |             |             |             | Coupe du Japon   | Coupe de la Ligue | Supercoupe | Coupes d'Asie |